# 博斯沃思
博斯沃思（英語：Bosworth）是一个美國城市，位於密苏里州卡罗尔县。根據2010年美国人口普查，當地人口為305人。

## 地理
博斯沃思位于39°28′14″N 93°20′5″W / 39.47056°N 93.33472°W (39.470448,-93.334797)。
根据美国人口普查局，该城市的总面积為0.55平方英里（1.42平方）。